# 新人民戦線
新人民戦線（しんじんみんせんせん、フランス語: Nouveau Front populaire、略称：NFP）とは、フランスの左派連合である。極右政党が躍進した2024年欧州議会議員選挙を受けて、2024年フランス議会総選挙に向けて2024年6月10日に結成された。新人民戦線は、マクロン大統領の与党会派であるアンサンブルや、極右政党の国民連合（FN）と対立している。

## 概要
新人民戦線は、不服従のフランス、社会党、Pôle écologiste、共産党、Génération.s、Place publique、Gauche républicaine et socialiste並びにその他の中道左派及び左翼の政党からなる会派である。極右の国民連合を打倒するという統一的な動機から、「新人民戦線」という名称は、戦間期の反ファシズム同盟である人民戦線（フランス人民戦線）に由来している。
新人民戦線は、候補者の一本化と公約の共通化に合意した。公約には、年金改革法の廃止、公共セクターの給与及び福祉手当の引き上げ、最低賃金の14%引き上げ、基礎的な食料品とエネルギー価格の凍結が含まれている。その財源は、富裕税を再導入し、富裕層に対する多くの減税措置を廃止し、高所得者に対する所得税を引き上げることによって調達するものとされている。外交政策や欧州統合等の他の問題に関する新人民戦線の政策は、中道左派に近いとされる。
組織労働者、政治団体及び市民社会の動員を推進する新人民戦線は、2024年フランス議会総選挙において最多の182議席を獲得し、国民議会における相対多数を占めた。不服従のフランスは、新人民戦線を構成する全政党の中で最多の72議席を獲得した。

## 背景
2022年フランス議会総選挙の前に、フランスの左派政党のいくつかは、マリーヌ・ルペン率いる国民連合と、マクロン大統領の与党であるアン・マルシュに対抗するため、新人民連合環境・社会（NUPES）を設立した。NUPESは、野党第一党を形成することはできたが、単一の会派を形成することについては合意できなかった。その後、NUPESは、分裂を経て、2023年6月に解散した。

## 歴史

### 設立
2024年6月9日、フランスにおいて欧州議会議員選挙が行われ、出口調査の結果、国民連合が再生（マクロン大統領の与党）の2倍の票を獲得し、現職大統領の壊滅的な敗北であると評された。フランス左派の主要な指導者たちは、極右が「権力の入口にいる」と警鐘を鳴らした。NUPESは、単一の政党としてではなく、各政党に分かれて選挙に参加し、社会党は、不服従のフランスを抑えて、フランス左派の最大勢力へと返り咲いた。得票率は、社会党が6%から14%へと上昇し、不服従のフランスは10%を獲得した。マクロン大統領は、自身の不振と、分裂している左派を利用するため、フランス国民議会を解散し、6月30日に第1回の、7月7日に第2回の選挙を実施することを決定した。
選挙の実施を発表した後、2024年フランス極右反対デモの中で、原子力エネルギーの問題からガザやウクライナでの戦争の問題に至るまで、NUPESを構成する政党の意見が相違して、NUPESが分裂したため、NUPESを刷新して新たな左派連合の結成を求める声があがった。左派政治家のフランソワ・リュファンは、エコロジストを含む全ての左派政党に対して人民戦線を結成するよう呼びかけた。社会党のオリヴィエ・フォール党首は、「極右に対抗する人民戦線を結成する」ことを呼びかけたが、左派がマクロン大統領と協力するという考えを否定し、マクロン大統領の政策を批判した。
6月10日、「環境・社会人民戦線」とも呼称される「新人民戦線」の結成が発表され、次の選挙において「マクロンに代わる人民戦線を構築し、極右の人種差別的プロジェクトと闘う」こととされた。新人民戦線は、極右政党である国民連合が政権を掌握することを阻止するために結成された。「新人民戦線」という名称は、1930年代に結成された旧「人民戦線」を想起させるものである。新人民戦線には、主要な左派政党に加えて、いくつかの労働組合や反人種主義団体も含まれており、国民議会選挙の第一回投票における候補者の一本化に合意した。

### 2024年国民議会議員選挙
新人民戦線は、当初、フランスの首相となるべき人物を指名していなかった。6月12日、ジャン＝リュック・メランションは、首相になるものと確信していたが、自らを排除することも押し付けることもしないと付け加えていた。6月16日、メランションは、新人民戦線のために身を引く意思があることを表明し、「私は決して問題にはなりたくありません。私が首相になることを皆さんが望まないのであれば、私は首相にはなりません」と述べた。6月22日、メランションは、首相としての責任を担う姿勢を強め、新人民戦線内の最大会派が首相候補者を提示することで合意したと述べた。しかし、ラファエル・グリュックスマンとキャロル・デルガにとって、左派の首相候補者は、メランションではなかった。6月22日のメランションの演説後、国民連合と大統領与党は、メランションが忌避剤（虫を寄せ付けないもの）であるとのイメージを前面に押し出した。
新人民戦線の内部では、メランションを首相候補とすることに反対する声が複数あり、特に、ファビアン・ルーセル、クレマンティーヌ・オータン、フランソワ・オランド、マリーヌ・トンデリエは、メランションが新人民戦線を統合するに足りる候補ではないと考えていた。6月24日、メランションは、自身は首相候補者ではないが、首相は不服従のフランスから選出されるであろうと述べた。6月25日、フランソワ・リュファンは、メランションが新人民戦線の妨げになっていると述べた。リュファンとルーセルは、この責任を引き受ける準備ができていると述べた。ヴァレリー・ラボ―国民議会副議長は、デルガ、オータン、そして自身の名前を挙げ、女性の首相候補を指示すると述べた。フランス民主労働総同盟（CFDT）の前書記長であるローラン・ベルジェもまた、グリュックスマンとサンドリーヌ・ルソーによって推薦された。6月22日、レゼコーとRadio Classiqueの依頼を受けたOpinionWay-Vae SolisによるLegiTrackの世論調査によれば、新人民戦線が勝利した場合、フランス国民が社会党出身の首相（44%）を希望する傾向が、不服従のフランス出身の首相（25%）を希望するよりも強いことが示された。